# فهرست صنایع دستی ایران

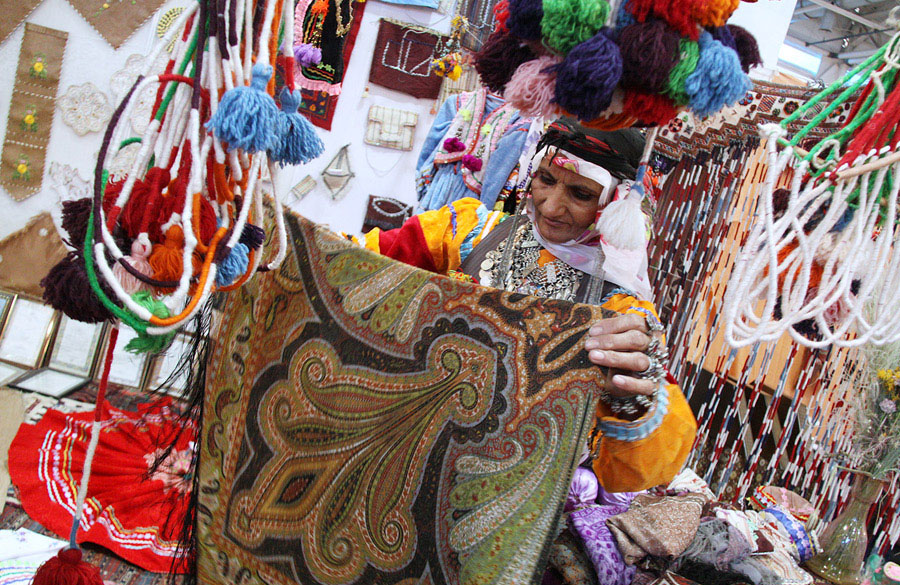
نمایشگاه صنایع دستی در ایران

فهرست صنایع دستی ایران فهرست آن دسته از صنایع دستی است که در ایران تولید می‌شوند. بالغ بر ۳۷۰ نوع صنایع دستی در ایران وجود دارد و ایران جزء ۸ کشور اول تولیدکننده صنایع دستی در جهان است. گستردگی تنوع و کیفیت محصولات صنایع دستی ایران موجب شد این صنایع مورد پسند تمام دنیا قرار گیرد. تهران، همدان و اصفهان بیشترین کالاهای صنایع دستی را بر اساس ارزش در سال ۹۱ صادر کرده‌اند.
تاکنون ۱۶۵ اثر از صنایع‌دستی استان کردستان موفق به کسب نشان ملی مرغوبیت کالا شده است. در حال حاضر بیش از ۲۸ هزار نفر صنعت‌گر دارای مجوز در رشته‌های مختلف صنایع دستی در استان کردستان مشغول به فعالیت هستند. در حال حاضر ۲۷ مرکز مجتمع کارگاهی آموزشی، ۴۳ کارگاه آموزشی و ۴۸ تعاونی و اتحادیه صنایع‌دستی در سطح این استان به‌طور رسمی فعالیت دارند.

## صنایع دستی ایران
طبقه‌بندی‌های گوناگونی از صنایع دستی ایران به عمل آمده و یکی از مناسب‌ترین این طبقه‌بندی‌ها طبقه‌بندی گروه هنرهای سنتی فرهنگستان هنر است:

### بافته‌های داری

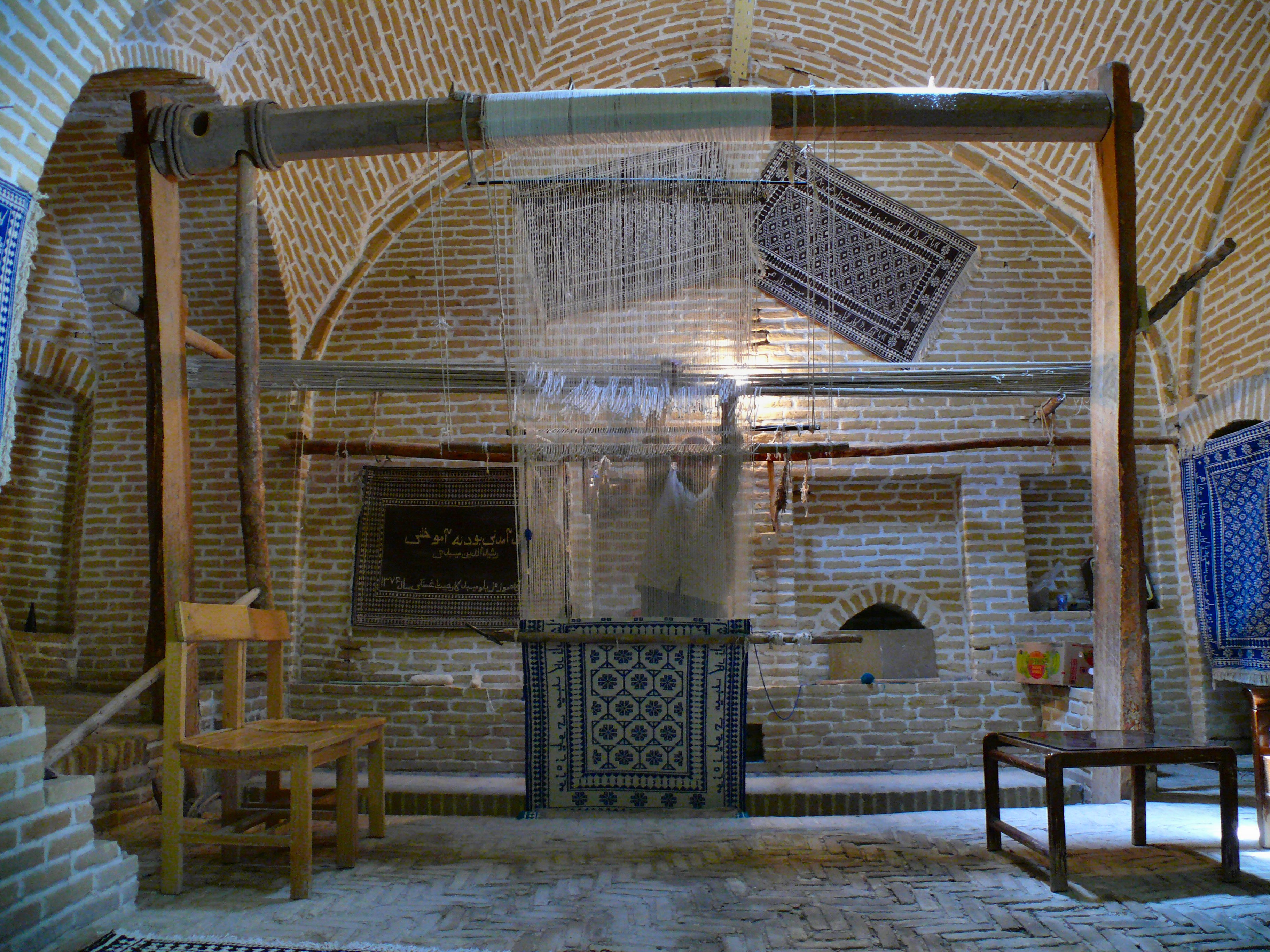
یک دار قالی در کاروان‌سرای میبد در شهر میبد در استان یزد

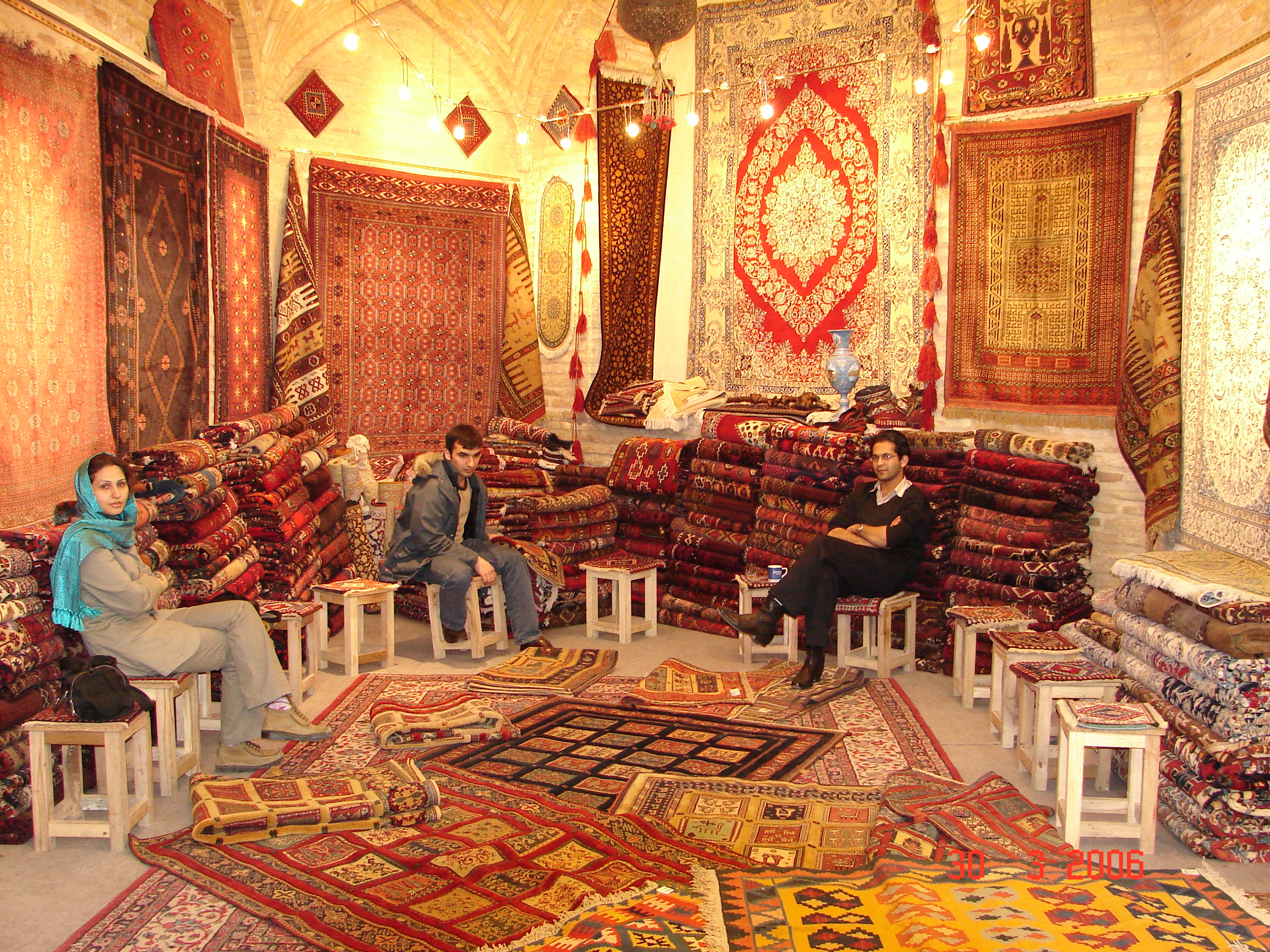
یک فرش‌فروشی در بازار اصفهان

#### فرشوقالی
- قالی تمام پشمی
- قالی پشم ابریشم
- قالی کرک ابریشم
- قالی گل ابریشم[۸]
- قالی تمام ابریشمی

#### گلیم
- گلیم دو رو
- گلیم یک رو
- گلیم یک رو با ترکیبی از بافت‌های قالی
- گبه
- زیلو

### بافته‌های دستگاهی

#### جاجیم
- جاجیمچه
- گلیمچه متکازین
- چنته
- کیسه حمام
- موج
- ماشته
- اهرامی
- پلاس

#### پارچه‌ها
- پارچه‌های فاخر: زربفت (زری)، مخمل، مخمل نقش برجسته، ترمه، دارایی‌بافی، ابریشم‌دوزی.[۹][۱۰]
- سایر پارچه‌ها: عبا، برک، کرباس، متقال، ارمک‌بافی، شمد، شعربافی، احرامی، چادرشب‌بافی، رو فرشی و پرده‌ای.[۱۱]

### رودوزی سنتی

#### دوخت روی پارچه

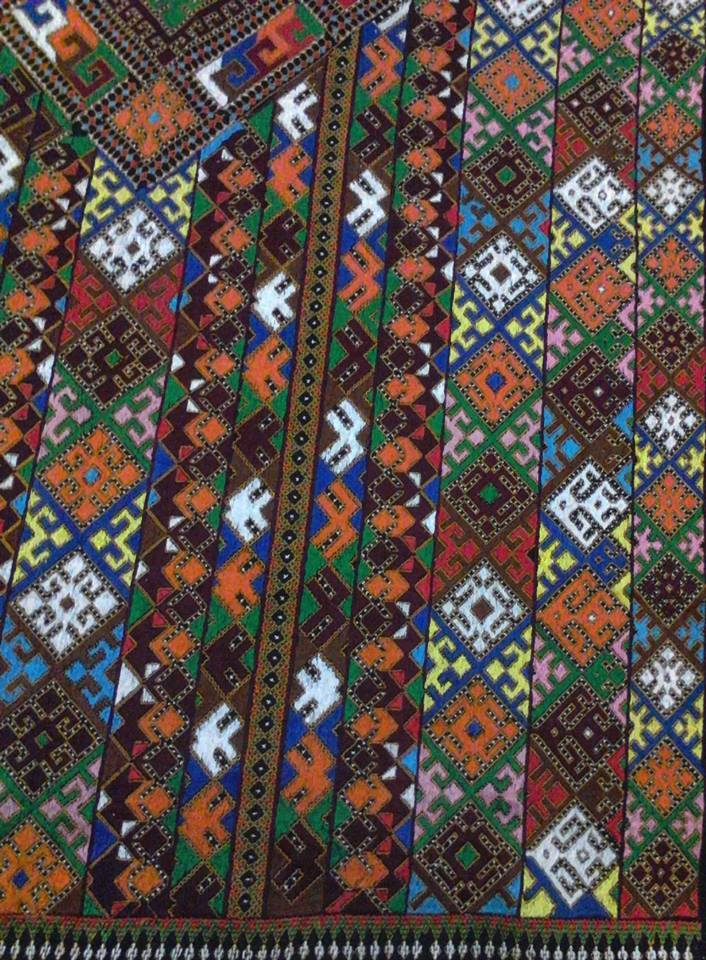
سوزن‌دوزی بلوچی

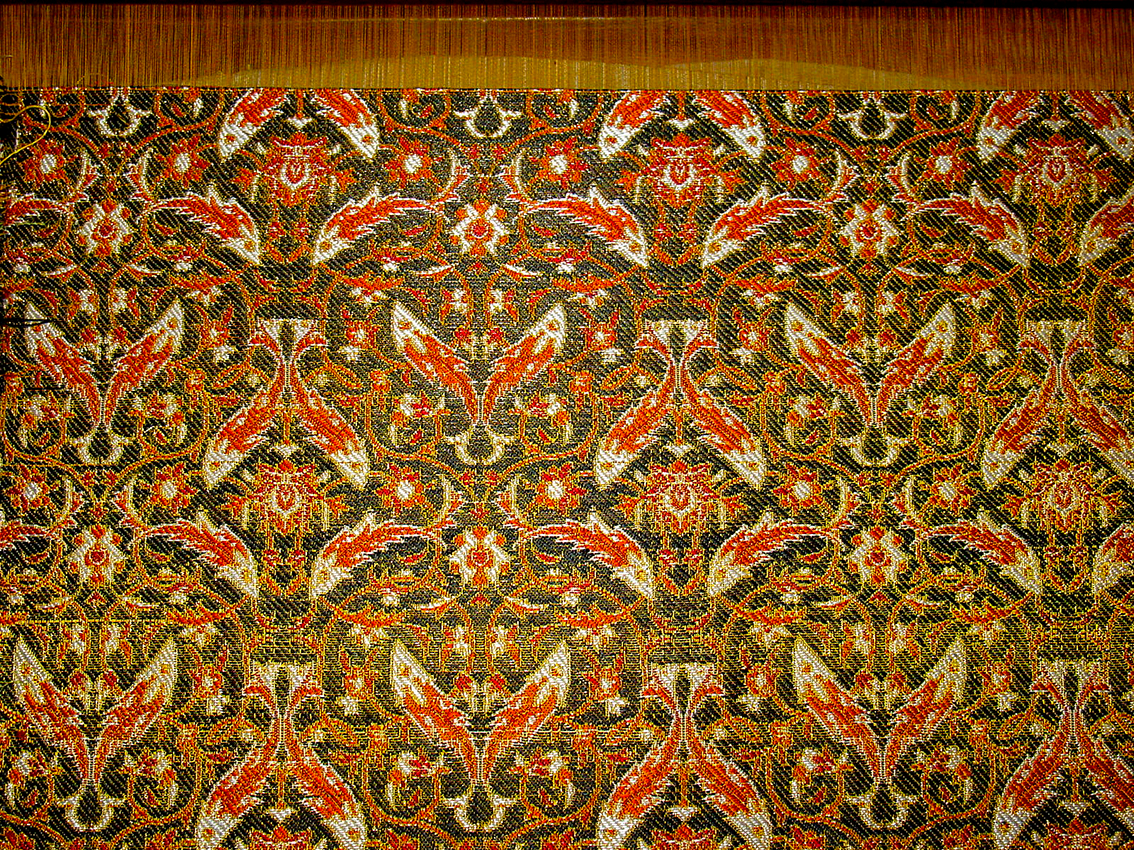
نمونه‌ای از پارچه زربفت ابریشمی با طرح گل شاه عباسی

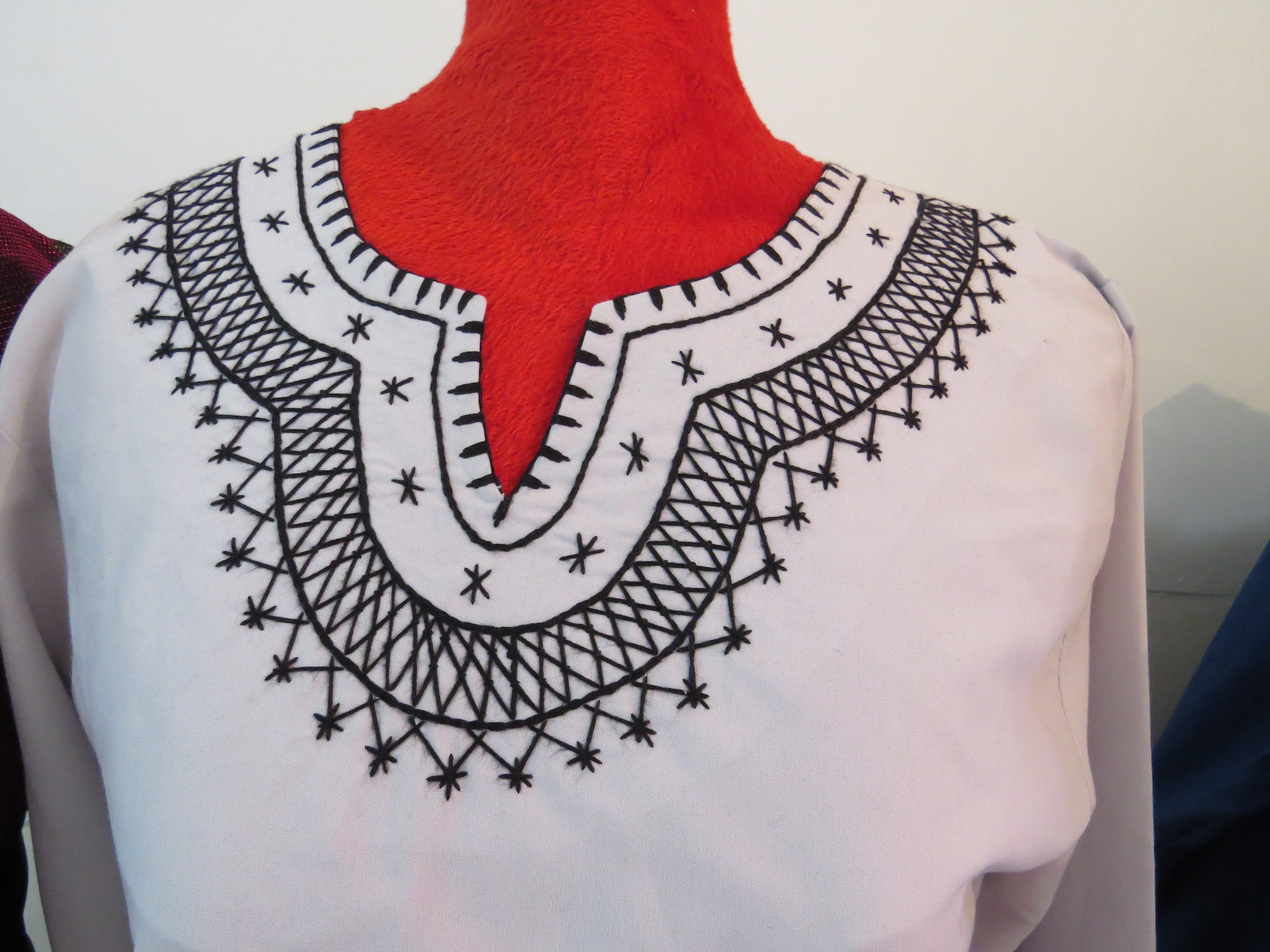
سیاه دوزی

##### سوزن‌دوزی
- سوزن‌دوزی درویشی تفرش
- سوزن‌دوزی بلوچ
- سوزن‌دوزی ترکمن
- سوزن‌دوزی ممقان
- خامه دوزی سیستان[۱۲]
- سیاه دوزی سیستان
- سیاه دوزی بلوچ
- پته‌دوزی
- بخارادوزی
- نقش‌دوزی
- نواردوزی
- ملیله‌دوزی
- گلابتون‌دوزی
- خوس‌دوزی
- زرتشتی‌دوزی

##### قلاب‌دوزی
- قلاب‌دوزی اصفهان
- قلاب‌دوزی رشت

#### دوخت داخل پارچه
- چشمه‌دوزی
- سکمه‌دوزی

#### الحاق سایر مواد به پارچه
- قیطان‌دوزی
- ده‌یک‌دوزی
- پیله‌دوزی
- آجیدهدوزی
- منجوق‌دوزی
- نقده‌دوزی
- پولک‌دوزی
- سکه دوزی
- زغره‌دوزی
- چهل‌تکهدوزی

### صنایع دستی فلزی

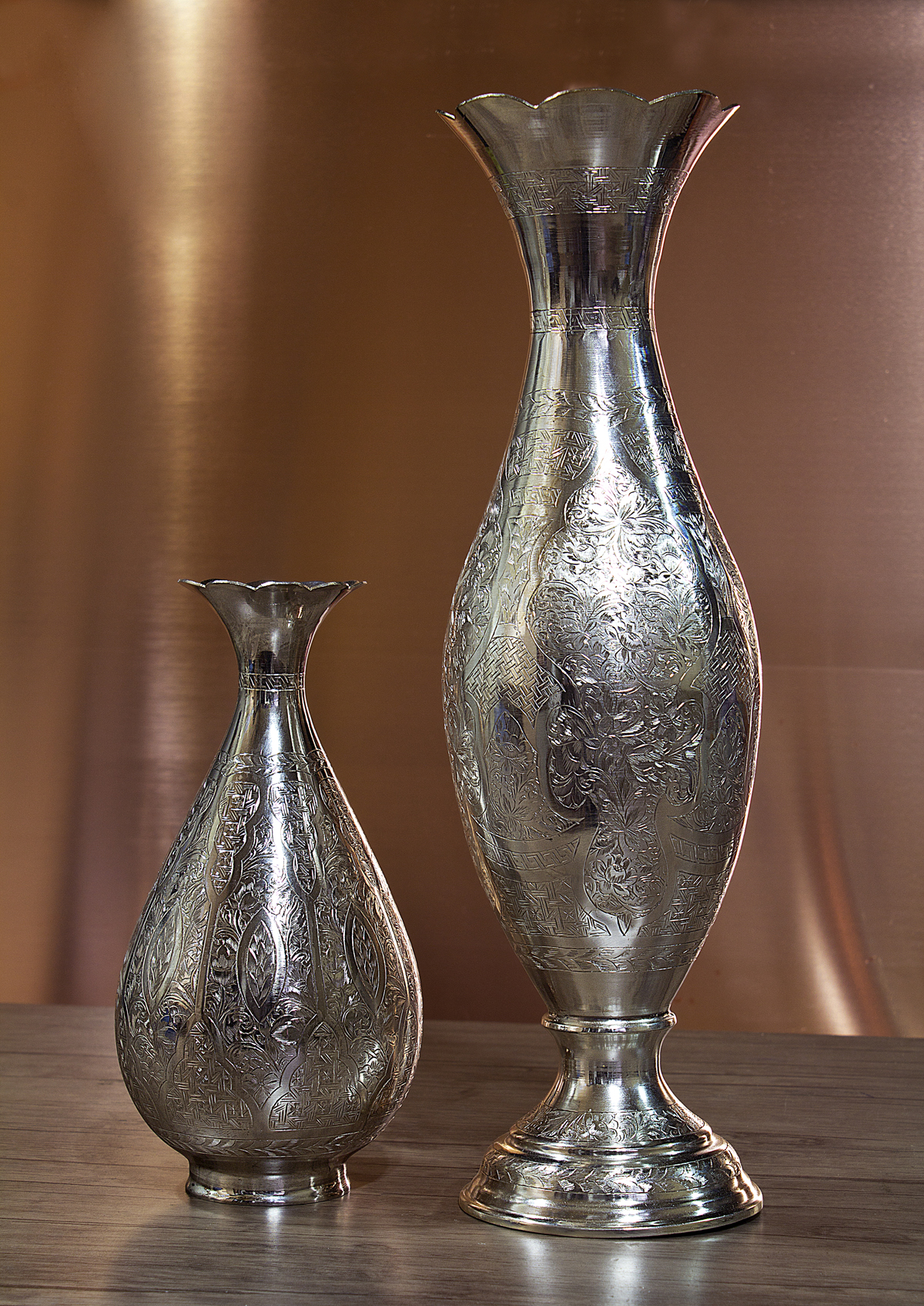
قلم زنی سبک تبریز آذربایجان‌شرقی

- دوات‌گری[۱۳][۱۴]
- حکاکی روی فلز[۱۵]
- قلم‌زنی[۱۶][۱۷]
- مشبک فلز
- ملیله‌کاری
- زرگری
- کوفته‌گری:
  - طلاکوبی
  - نقره‌کوبی
  - مس‌کوبی
- ورشوسازی
- چلنگری
- زمودگری
- قفل سازی
- ریخته‌گری
- زیورسازی

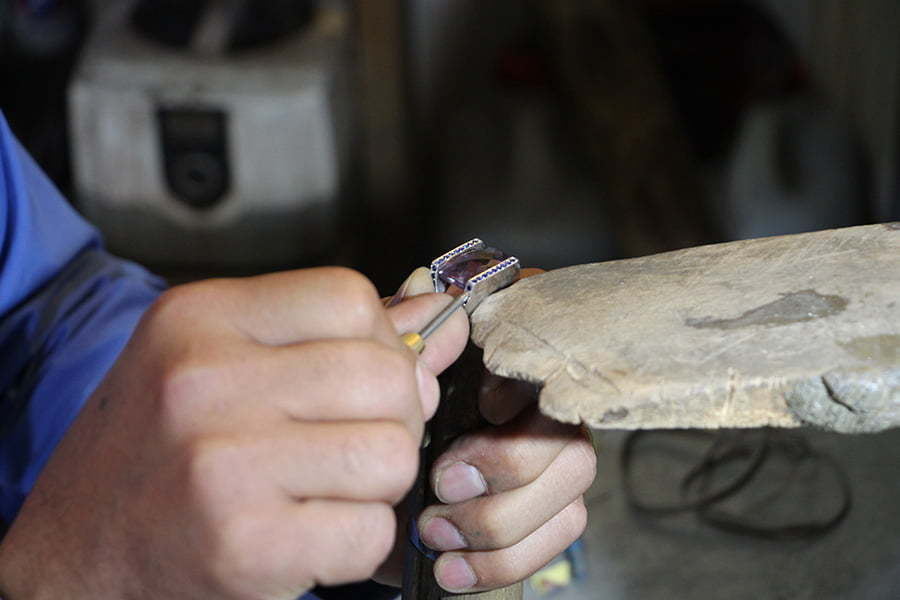
ساخت انگشتر توسط هنرمند استان قم (شهر ملی انگشتر)

انگشتر سازی (به ویژه انگشتر نقره مردانه)

#### آثار فلزی ترکیبی

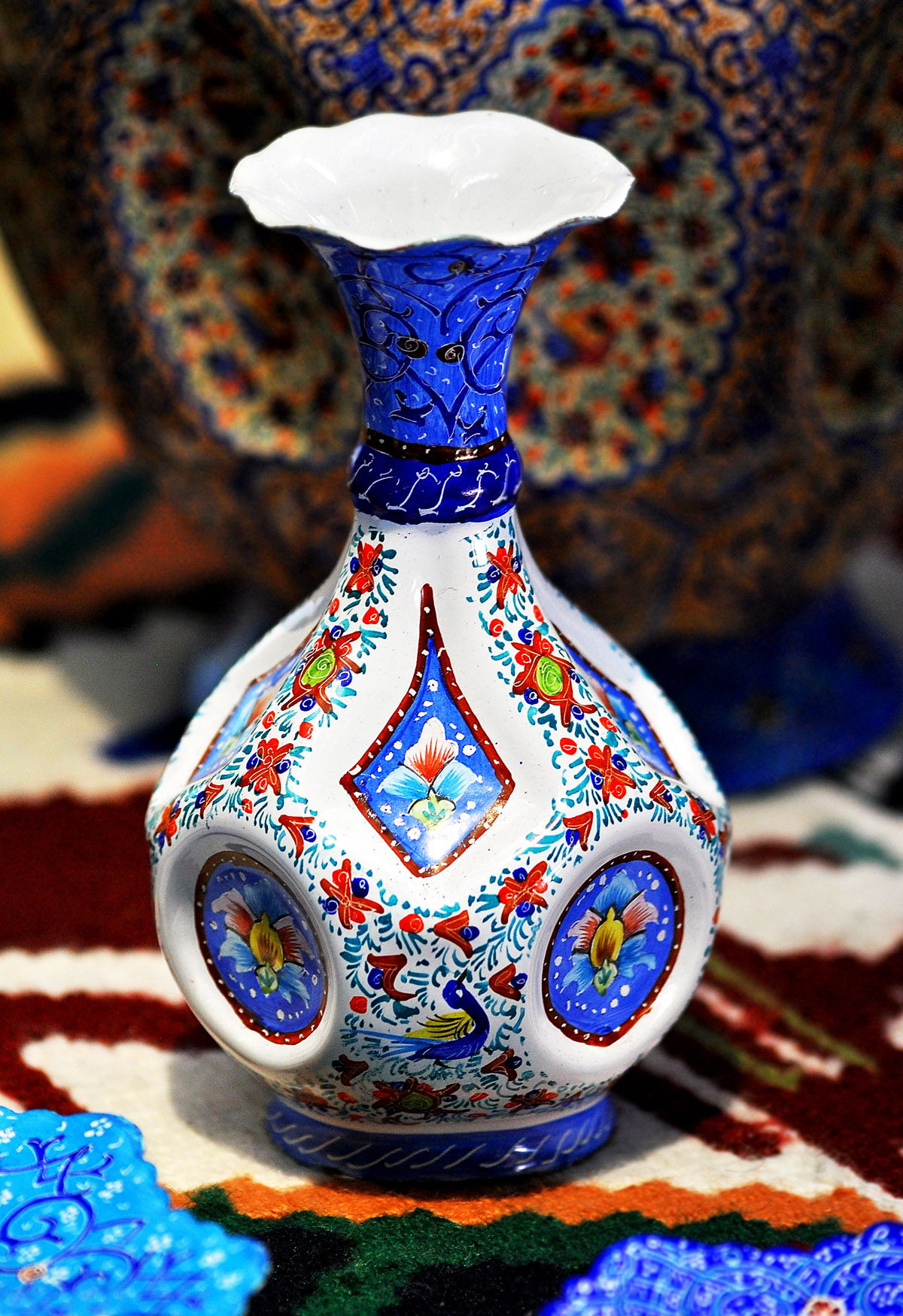
میناکاری از معروف‌ترین نمونه‌های صنایع دستی ایران

- جنگ‌افزارسازی
- ضریح‌سازی
- علامت‌سازی
- چاقوسازی[۱۸]

### میناکاری

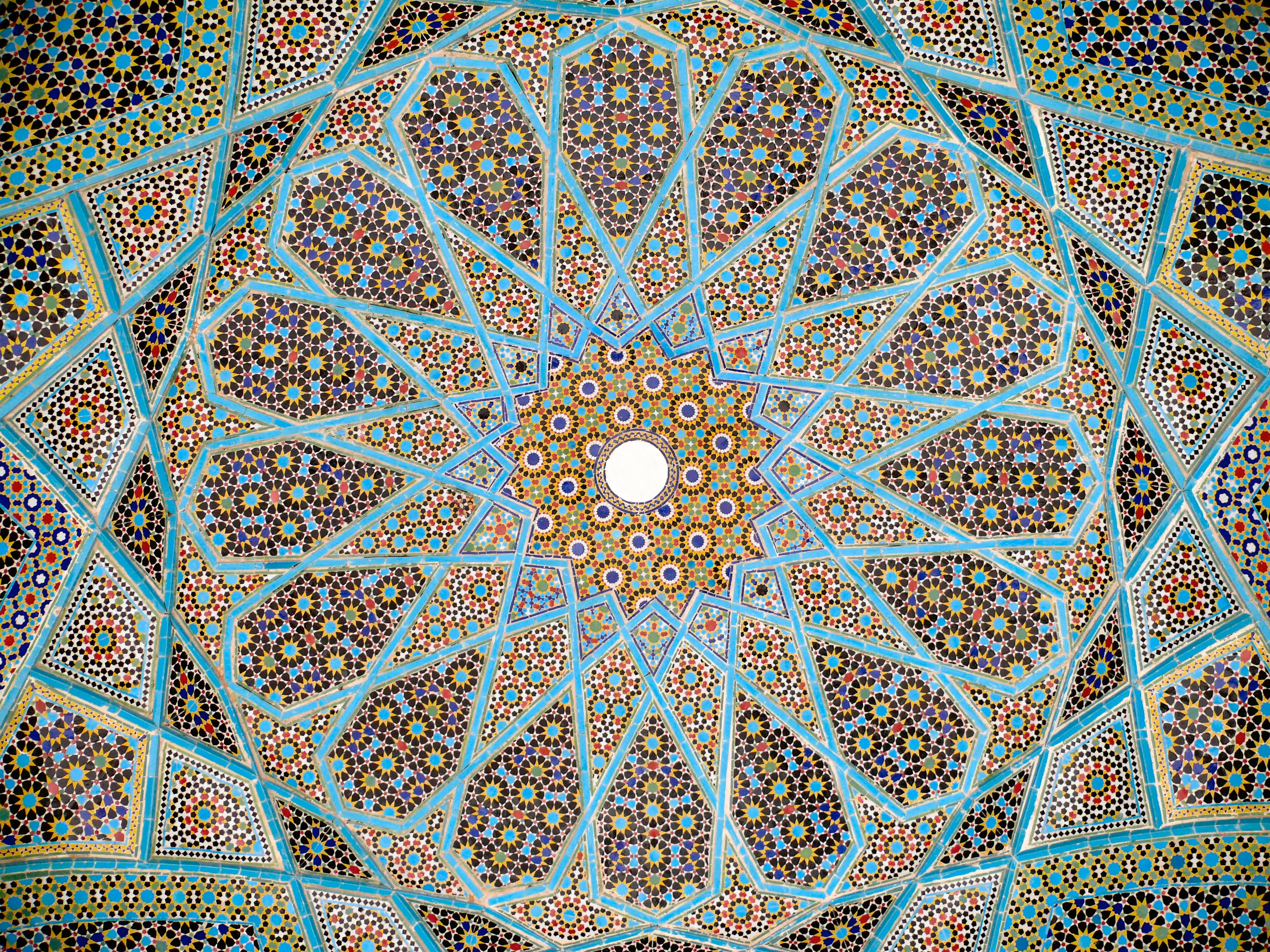
زیر سقف حافظیه، نمونه‌ای از گره‌چینی و کاشی‌کاری ایرانی

- مینای خانه‌بندی[۲۰]
- مینای مرصع[۲۱]
- مینای نقاشی[۲۲]

### سفال‌گری

#### سفال بدون لعاب
- سفال‌گری با دست
- چرخ‌کاری
- نقش برجسته سفالی

#### سفال لعاب‌دار
- سفال دوغابی
- لعاب‌سازی
- نقاشی روی لعاب
- نقاشی زیر لعاب
- کاشی‌کاری: کاشی‌کاری خود انواع مختلفی دارد: کاشی هفت رنگ، کاشی معرق، کاشی زرین‌فام، کاشی مینایی، کاشی معقلی
- سفال زرین فام
- سفال مینایی
- خرمهره سازی
- بدل‌چینی

### آبگینه

#### شیشه‌گری
- روش‌ها: شیشه‌گری فوتی، شیشه‌گری فوتی قالبی
- انواع: بارفتن، دوپوست، سه‌پوست.

#### تزئین شیشه
- تراش روی شیشه
- نقاشی روی شیشه مینایی
- نقاشی پشت شیشه
- آبگزکاری
- مات‌کاری
- تلفیق شیشه و فلز

### صنایع دستی چوبی

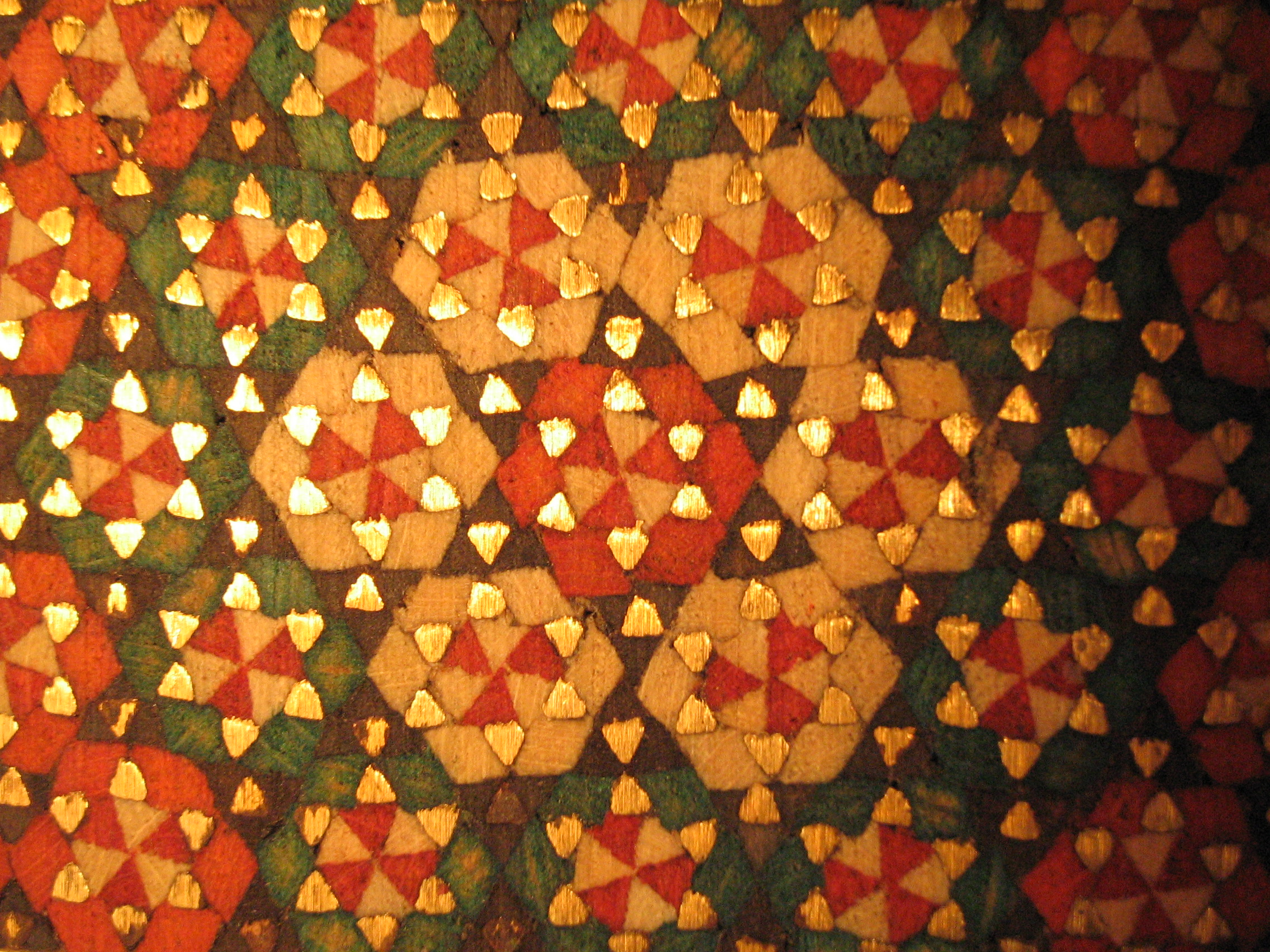
جزئیات خاتم‌کاری

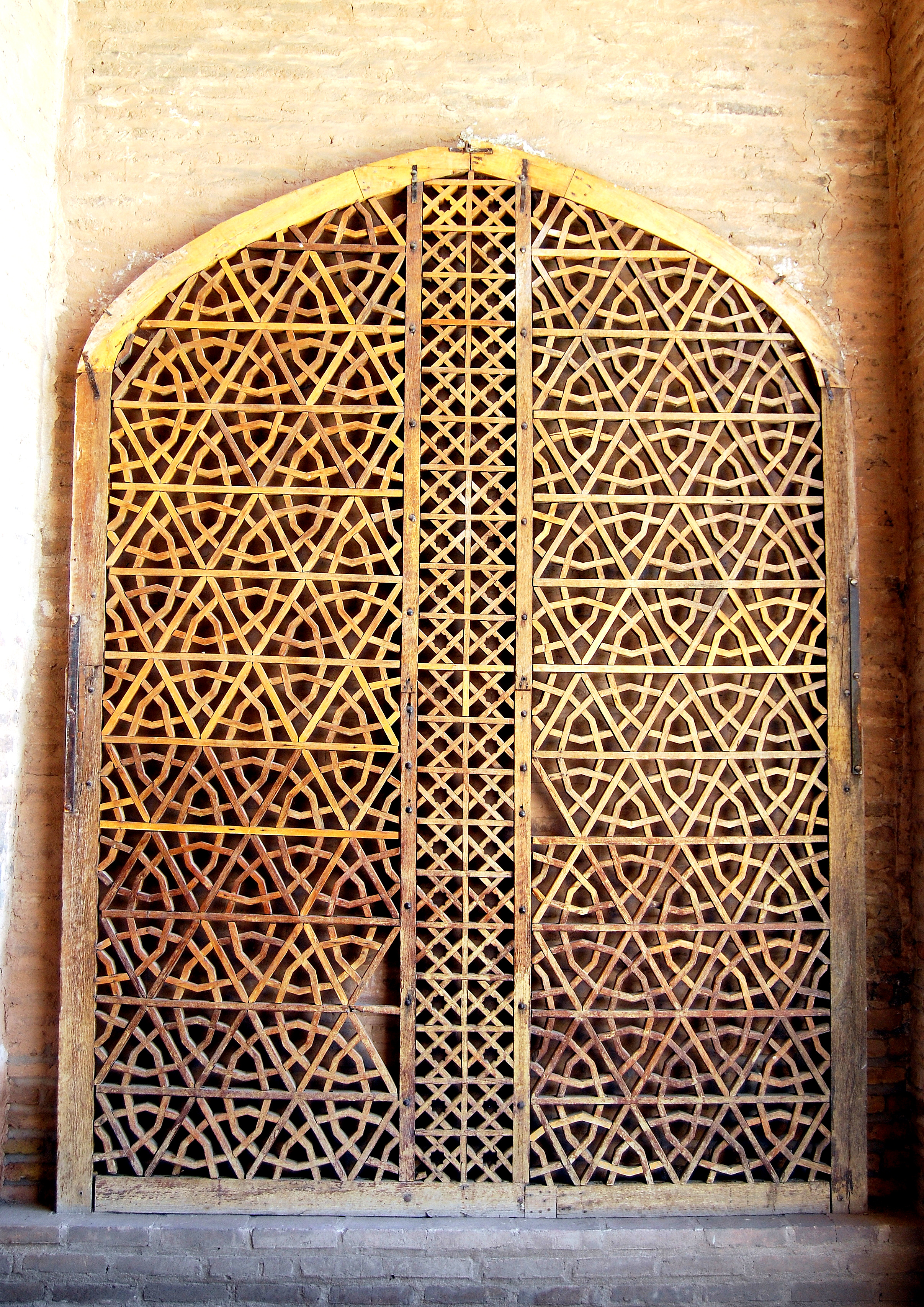
در چوبی کاروان‌سرای نیشابور، نمونه‌ای از گره‌چینی ایرانی

- پیکرتراشی
- ارسی‌سازی
- چیق‌بافی
- خاتم‌کاری[۲۳][۲۴]
- خراطی
- سازسازی
- سوخت روی چوب
- قواره‌بری
- کنده‌کاری
- گره‌چینی
- مشبک‌کاری‌چوب
- معرق چوب
- معرق منبت
- منبت‌کاری
- نازک‌کاری
- نقاشی روی چوب
- خولک بافی سیستان
- توتن بافی سیستان[۲۵]

### صنایع دستی سنگی

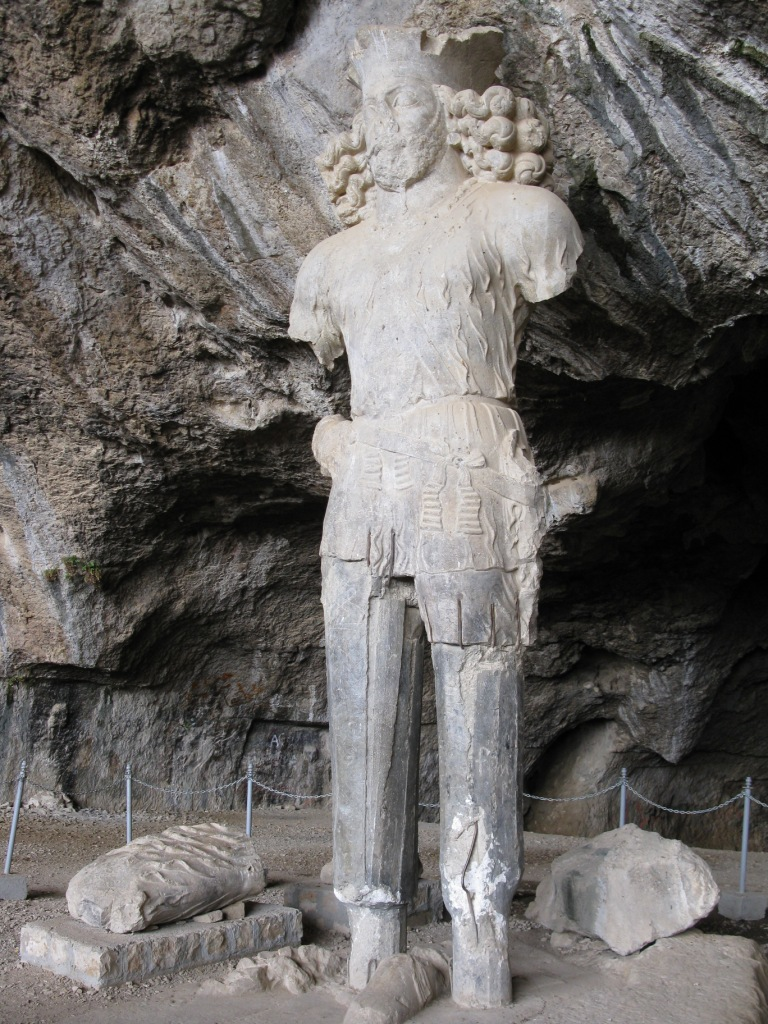
پیکره شاپور یکم از نمونه‌های باستانی و متعالی سنگ‌تراشی ایرانی

- سنگ‌تراشی
- خراطی سنگ
- معرق سنگ
- مشبک سنگ
- حکاکی روی سنگ
- مرصع کاری
- فیروزه کوبی[۲۶][۲۷]
- نقش برجسته مس و فیروزه ماهانیت

### نگارگری

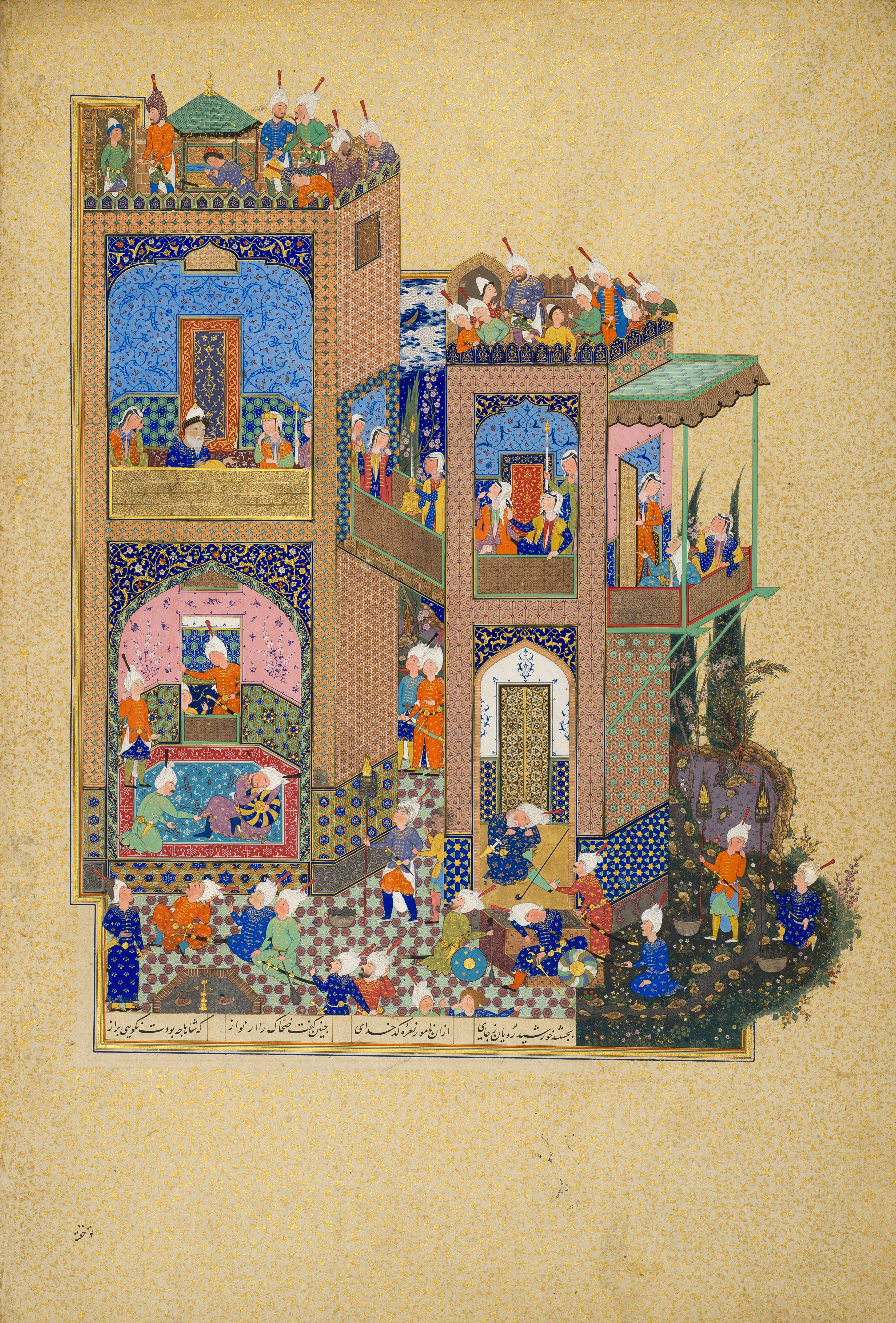
برگی از شاهنامه طهماسبی، اثر میرمصور نمونه‌ای نگارگری ایرانی

#### نگارگری کتاب و مرقعات
- تذهیب
- تشعیر
- گل و مرغ
- نقش‌مایه ایرانی:
  - طراحی قالی و گلیم
  - طراح قلمی
  - گره‌گشی
- ساخت ابزار طراحی:
  - بوم‌سازی
  - ساخت قلم و قلم‌مو
  - ساخت چسب‌ها و روغن‌ها
  - ساخت مهره
  - ساخت کاغذ پوستی
  - ساخت تخته صیقل

### چاپ‌های سنتی
- چاپ روی کاغذ
- چاپ روی پارچه:
  - قلمکار[۲۸]
  - کلاقه‌ای
  - گره خورد

### پوستین دوزی
- پوستین‌دوزی *

### نمد مالی

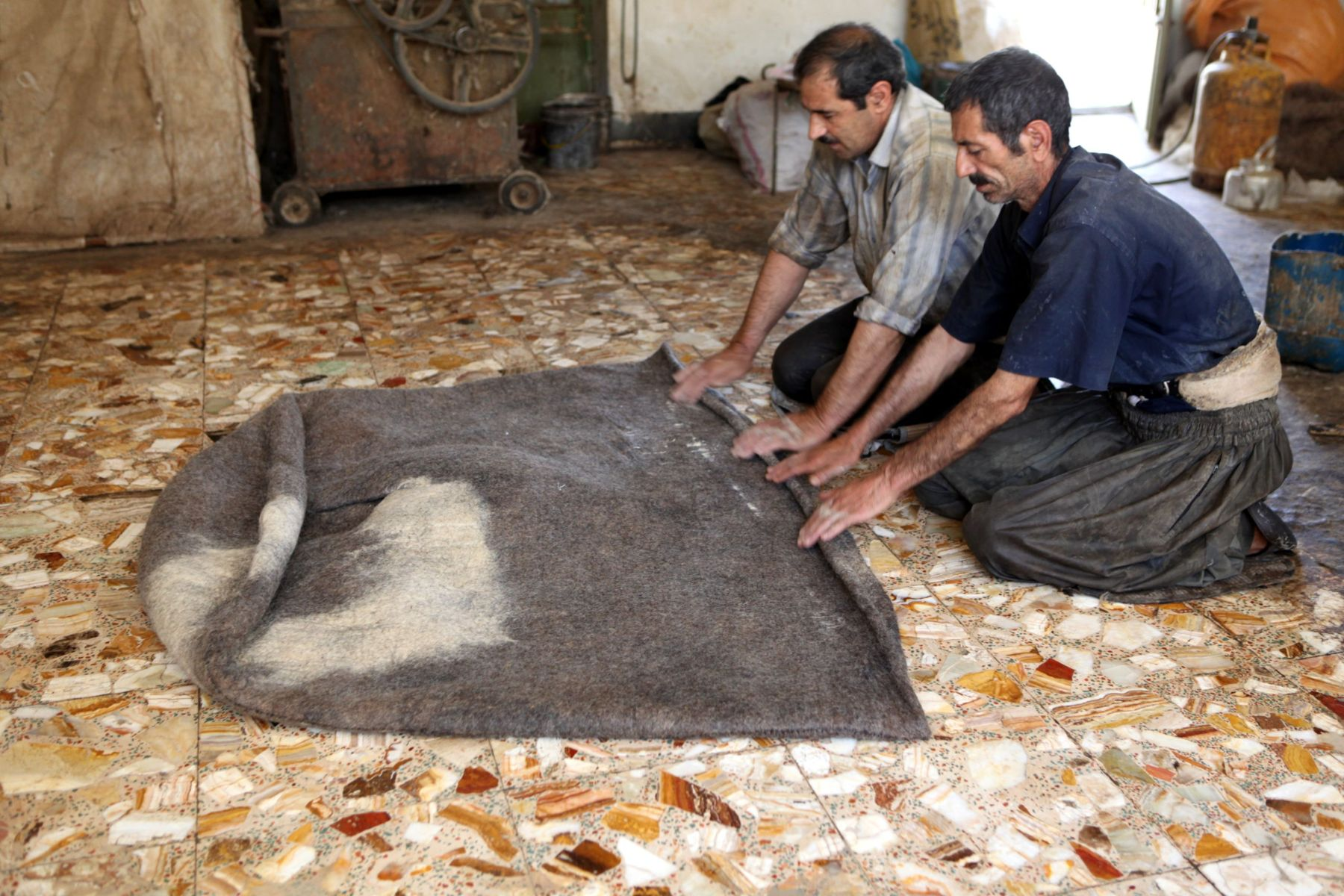
نمدمالی در شهرکرد استان چهارمحال و بختیاری

- نمدمالی[۲۹]

### حصیر بافی
- حصیربافی
- خولک بافی
- گز بافی
- بوریابافی
- چیغ‌بافی
- بامبوبافی
- کپوبافی[۳۰]
- ترکه‌بافی
- ارغوان‌بافی
- مرواربافی
- چم‌بافی

### صنایع دستی چرمی
- حکاکی روی چرم
- سراجی
- سوخت روی چرم
- معرق چرم

## =دودنی بافی بلوچی
- دودنی بلوچی

### رنگ‌سازی سنتی
- ساخت رنگ‌های گیاهی
- ساخت رنگی‌های حیوانی
- ساخت رنگ‌های معدنی
- ساخت رنگ‌های شیمیایی
- مرکب‌سازی:
  - مرکب نگارگری
  - مرکب خوش‌نویسی

### رنگرزی سنتی
- رنگرزی روی کاغذ
- رنگرزی روی چوب
- رنگرزی روی ابریشم
- رنگرزی روی پنبه